# Centrale nucleare di Kewaunee
La centrale nucleare di Kewaunee è una centrale nucleare americana, situata a Carlton nella Contea di Kewaunee nel Wisconsin. La centrale, col suo unico reattore da 566 MW.

## Chiusura dell'impianto
La chiusura, decisa nell'autunno del 2012, è dovuta a ragioni esclusivamente economiche: la Dominion Generation, che gestisce altre tre centrali sulla costa orientale degli Stati Uniti (Millstone nel Connecticut, Surry e North Anna in Virginia), puntava a creare un proprio polo nucleare anche nel Midwest. Per questo, nel 2005, aveva acquistato l'impianto per 220 milioni di dollari. La strategia però non ha funzionato: la centrale è rimasta isolata, e non rientrava più nei piani aziendali. A quel punto, nel 2011, la società l'ha messa in vendita, ma non ha trovato acquirenti. Da qui la decisione di chiuderla. Secondo molti osservatori, il motivo per cui la centrale era diventata antieconomica è la concorrenza di fonti fossili a basso prezzo, soprattutto dallo shale gas.